# Vinylengrupp
En vinylengrupp är en funktionell grupp med två kolatomer, vilka är förenade med en dubbelbindning, har var sin väteatom och ansluter till övriga molekylstrukturer med var sin enkelbindning. Strukturen kan beskrivas med formeln: –CH=CH–